# Lantana (pel·lícula)
Lantana és una pel·lícula australiana dirigida per Ray Lawrence i estrenada l'any 2001. Ha estat doblada al català.

## Argument
Als voltants de Sydney, la psiquiatra Valerie Somers desapareix durant la nit. El film segueix diversos destins creuats de personatges amb qui està més o menys relacionada...

## Repartiment
- Anthony LaPaglia: Detectiu Leon Zat
- Geoffrey Rush: John Knox
- Rachael Blake: Jane "Janie" O'May
- Kerry Armstrong: Sonja Zat
- Manu Bennett: Steve Valdez
- Melissa Martinez: Lisa
- Nicholas Cooper: Sam Zat
- Marc Dwyer: Dylan Zat
- Leah Purcell: Claudia Wiss
- Barbara Hershey: Valerie Somers
- Glenn Robbins: Pete O'May
- Daniella Farinacci: Paula De Amato
- Vince Colosimo: Nik De Amato
- Peter Phelps: Patrick Phelan

## Al voltant de la pel·lícula
El títol del film fa referència a Lantana camara, una planta adventícia invasora molt present als voltants de Sydney, on ocorre el film. La planta simbolitza la complexitat dels lligams que es creuen entre els personatges i els esdeveniments de la història.

## Premis i nominacions

### Premis
- Premis AACTA 2001: Millor film, millor realitzador (Ray Lawrence), millor guió d'adaptació i Screenwriting Prize (Andrew Bovell), millor actor (Anthony LaPaglia), millor actriu (Kerry Armstrong), millors segons papers masculí (Vince Colosimo) i femení (Rachael Blake)
- IF Awards 2001: Millor film, millor actor (Anthony LaPaglia), millor actriu (atribuït col·lectivament a Barbara Hershey, Kerry Armstrong, Leah Purcell, Rachael Blake i Daniella Farinacci), millor realitzador, millor guió, premi del box-office
- Festival del Film de Melbourne 2001: Premi del film més popular
- Premi 2001 de la Nacional Board of Review: Reconeixement especial per a l'excel·lència de la realització
- Premi Awgie 2001 del Australian Writers' Guild: millor adaptació per a un llargmetratge al cinema
- Premi ASSG 2001 del Australian Screen Sound Guild: millor enregistrament de so sobre un rodatge de llargmetratges
- Festival de cinema policíac de Cognac 2002: Premi especial del jurat i Premi de la critica
- Premi 2002 de la Film Critics Circle of Australia Awards: Millor film, millor actor (Anthony LaPaglia), millor actriu (Kerry Armstrong), millor segon paper femení (Daniella Farinacci), millor guió d'adaptació
- ARIA Music Awards 2002: Millor àlbum de banda original
- Premi 2002 del Australian Cinematographers Society: Millor foto per a un llargmetratge al cinema
- British Independent Film Awards 2002: Millor film estranger en llengua anglesa
- Chlotrudis Awards 2003: Millor guió d'adaptació

### Nominacions
- Premis AACTA 2001: Millor segon paper femení (Daniella Farinacci), millor música original (Paul Kelly només), millor vestuari, millor decorat, millor muntatge, millor so
- Festival de Sant Sebastià 2001: Conquilla d'Or a la millor pel·lícula
- Premi 2002 de la Film Critics Circle of Australia Awards: Millor realitzador, millor fotografia, millor muntatge, millor banda original, millor segon paper masculí (Vince Colosimo i Peter Phelps), millor segon paper femení (Rachael Blake i Leah Purcell)
- Gran Premi de la Unió de la crítica de cinema 2003.
- Chlotrudis Awards 2003: Millor actor (Anthony LaPaglia)